# تيري شامبرز
تيري شامبرز (بالإنجليزية: Terry Chambers)‏ هو طبال وكاتب سيناريو بريطاني، ولد في 18 يوليو 1955 في سويندون في المملكة المتحدة.

## وصلات خارجية
- تيري شامبرز على موقع IMDb (الإنجليزية)
- تيري شامبرز على موقع ميوزك برينز (الإنجليزية)
- تيري شامبرز على موقع ديسكوغز (الإنجليزية)